# Las Tórtolas
Der Las Tórtolas (spanisch: Das verliebte Paar) liegt im Grenzgebiet der chilenischen Región de Coquimbo und der argentinischen Provinz San Juan. Er ist Teil der Anden und erreicht eine Höhe von 6323 m, nach anderen Angaben nur 6160 m. Gemeinsam mit dem Olivares ist er der höchste Gipfel der Gegend.
Der Berg hat den Inkas als Kultstätte gedient. 1952 wurde auf dem Gipfel ein Steingrab gefunden, acht mal vier Meter groß, mit ein Meter dicken Mauern, baugleich mit jenem auf dem El Plomo. Bei zahlreichen archäologisch motivierten Besteigungen wurden neben Feuerholz, Keramikscherben und Feuerspuren auch drei Statuetten in Menschengestalt aus Silber und Muscheln gefunden.
Auf dem Gipfel befindet sich ein Denkmal für die chilenische Dichterin Gabriela Mistral.